# Prvenstvo Anglije 1932
Prvenstvo Anglije 1932 v tenisu.

## Moški posamično
Ellsworth Vines :  Henry Wilfred Austin, 6-4, 6-2, 6-0

## Ženske posamično
Helen Wills Moody :  Helen Hull Jacobs, 6-3, 6-1

## Moške dvojice
Jean Borotra /  Jacques Brugnon :  Pat Hughes /  Fred Perry, 6–0, 4–6, 3–6, 7–5, 7–5

## Ženske dvojice
Doris Metaxa /  Josane Sigart :  Elizabeth Ryan /  Helen Hull Jacobs, 6–4, 6–3

## Mešane dvojice
Elizabeth Ryan  /  Enrique Maier :  Josane Sigart /  Harry Hopman, 7–5, 6–2